# Iuri Knorozov
Iuri Knorozov (rus. Юрий Валентинович Кнорозов, n. 19 noiembrie 1922 – d. 30 martie 1999) a fost un lingvist și istoric rus, cunoscut pentru contribuția decisivă la descifrarea scrierii mayașe.
S-a născut în localitatea Pivdenne, lângă Harkiv, Ucraina, într-o familie de intelectuali. A absolvit facultatea de istorie a Universității din Moscova în 1948. Și-a prezentat metoda de descifrare în articolul " Drevniaia pis'mennost' Tsentral'noi Ameriki" ("Scrierea antică a Americii Centrale") în revista "Sovetskaia Etnografia" în anul 1952. În acest articol a demonstrat că scrierea mayașilor constă nu doar din logograme, ci și din semne fonetice, reprezentând o combinație consonantă-vocală. Pentru această realizare i s-a conferit titlul de doctor. Meritele i-au fost recunoscute internațional abia în 1975, când un grup de savanți (Linda Schele, David H. Kelley ș. a.) au descifrat cronologia regilor din Palenque, aplicând metoda sa.
A primit Premiul de stat al URSS, a fost decorat cu Ordinul Quetzal din Guatemala și Ordinul Mexican Aguila Azteca. Este înmormântat la Sankt-Petersburg.